# Episodi di Dr. Sommerfeld - Neues vom Bülowbogen (prima stagione)
La prima stagione della serie televisiva Dr. Sommerfeld - Neues vom Bülowbogen è stata trasmessa in anteprima in Germania da Das Erste tra il 16 ottobre 1997 e il 9 aprile 1998.
| nº | Titolo originale               | Titolo italiano | Prima TV Germania | Prima TV Italia |
| -- | ------------------------------ | --------------- | ----------------- | --------------- |
| 1  | Der neue Doktor                | inedito         | 16 ottobre 1997   | inedito         |
| 2  | Jung und erfolgreich           | inedito         | 23 ottobre 1997   | inedito         |
| 3  | Für ein Stück vom Glück        | inedito         | 30 ottobre 1997   | inedito         |
| 4  | Alles Theater?                 | inedito         | 13 novembre 1997  | inedito         |
| 5  | Alles oder nichts              | inedito         | 20 novembre 1997  | inedito         |
| 6  | Großmutter verzweifelt gesucht | inedito         | 27 novembre 1997  | inedito         |
| 7  | Um Leben und Tod               | inedito         | 11 dicembre 1997  | inedito         |
| 8  | Königskinder                   | inedito         | 18 dicembre 1997  | inedito         |
| 9  | Amour fou                      | inedito         | 8 gennaio 1998    | inedito         |
| 10 | Herzversagen                   | inedito         | 15 gennaio 1998   | inedito         |
| 11 | Die Entführung                 | inedito         | 22 gennaio 1998   | inedito         |
| 12 | Haarspaltereien                | inedito         | 29 gennaio 1998   | inedito         |
| 13 | Glut unter der Asche           | inedito         | 5 febbraio 1998   | inedito         |
| 14 | Kein Platz für zwei            | inedito         | 26 febbraio 1998  | inedito         |
| 15 | Mutterliebe                    | inedito         | 5 marzo 1998      | inedito         |
| 16 | Geld macht doch glücklich      | inedito         | 12 marzo 1998     | inedito         |
| 17 | Lennarts letztes Match         | inedito         | 19 marzo 1998     | inedito         |
| 18 | Durch dick und dünn            | inedito         | 26 marzo 1998     | inedito         |
| 19 | Gespenster                     | inedito         | 2 aprile 1998     | inedito         |
| 20 | Eine Allerweltsgeschichte      | inedito         | 9 aprile 1998     | inedito         |